# Pupping
Pupping ist eine Gemeinde mit 1792 Einwohnern (Stand 1. Jänner 2024) in Oberösterreich im Bezirk Eferding im Hausruckviertel.

## Geografie
Pupping liegt im Eferdinger Becken des Hausruckviertels südwestlich der Donau, die hier um 270 Meter über dem Meeresniveau fließt. Im Nordwesten steigt das Gemeindegebiet auf 400 Meter an. Die Ausdehnung beträgt von Nord nach Süd 6,9 und von West nach Ost 6 Kilometer. Die Gemeinde hat eine Fläche von 13,34 Quadratkilometer. Davon sind 60 Prozent landwirtschaftliche Nutzfläche, 16 Prozent sind bewaldet und 12 Prozent entfallen auf die Donau.

### Gemeindegliederung
Das Gemeindegebiet umfasst folgende 16 Ortschaften (in Klammern Einwohnerzahl Stand 1. Jänner 2024):
- Altau (22)
- Au bei Brandstatt (61)
- Au bei hohen Steg (62)
- Auhof (21)
- Brandstatt (111)
- Friedlau (8)
- Goldenberg (44)
- Gstaltenhof (6)
- Gstöttenau (184)
- Leumühle (306)
- Oberschaden (187)
- Pupping (134)
- Taubenbrunn (106)
- Unterschaden (111)
- Waschpoint (249)
- Wörth (180)

Die Gemeinde besteht aus den Katastralgemeinden Oberschaden und Pupping.
Einziger Zählsprengel ist Pupping.
Die Gemeinde liegt im Gerichtsbezirk Eferding.

### Nachbargemeinden
|            | Hartkirchen                                 | Donau Feldkirchen an der Donau (Bez. Urfahr-Umg.) |
| Stroheim   | Kompassrose, die auf Nachbargemeinden zeigt | Alkoven                                           |
| Hinzenbach | Eferding                                    | Fraham                                            |

## Geschichte

### Ortsgeschichte
Am 31. Oktober 994 starb Bischof Wolfgang von Regensburg in der Kapelle des heiligen Othmar in Pupping. In Bezug auf dieses Ereignis wurde Pupping in der Vita Sancti Wolfgangi, die Otloh von St. Emmeram im 11. Jahrhundert verfasste, als „Puppinga“ erstmals urkundlich erwähnt. Der Ortsname geht auf den althochdeutschen Personennamen Buppo zurück.
Ursprünglich im Ostteil des Herzogtums Bayern liegend, gehörte der Ort seit dem 12. Jahrhundert zum Herzogtum Österreich. Seit 1490 wird er dem Fürstentum Österreich ob der Enns zugerechnet. Während der Napoleonischen Kriege war der Ort mehrfach besetzt. Seit 1918 gehört der Ort zum Bundesland Oberösterreich.
Nach dem Anschluss Österreichs an das Deutsche Reich am 13. März 1938 gehörte der Ort zum Gau Oberdonau.
Im Zweiten Weltkrieg wurde das Stammlager Stalag XVII D errichtet und war zunächst ein Zweiglager des Stalag XVII B Krems-Gneixendorf. Später wurde es in Stalag 237, Stalag 97 und Stalag 398 Pupping umbenannt. Das Lager bestand aus 15 Holzbaracken. Die Kommandantur und Unterkünfte der Wachmannschaft befanden sich im Puppinger Franziskanerkloster.
Verstorbene Kriegsgefangene wurden beim Lagerfriedhof Deinham (Gemeinde Hartkirchen), der bereits im Ersten Weltkrieg als Lagerfriedhof Verwendung fand, begraben. Heute wird auf dem Kriegerdenkmal 1032 sowjetischer Kriegsgefangener gedacht. 1945 erfolgte die Wiederherstellung Oberösterreichs.

## Kultur und Sehenswürdigkeiten
- Schloss Auhof

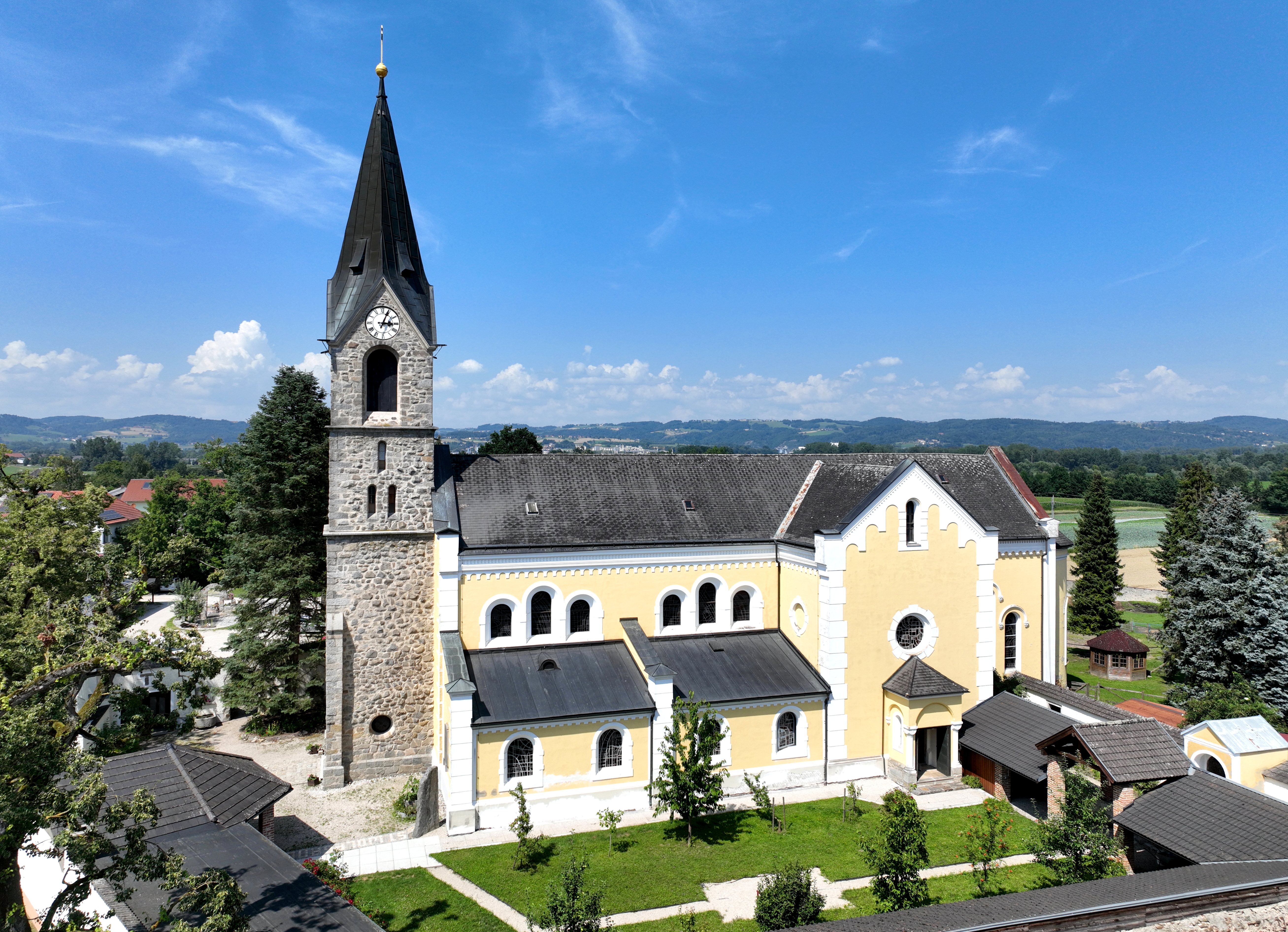
Klosterkirche Pupping

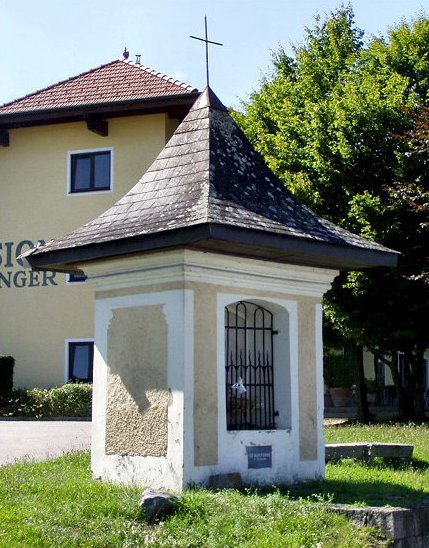
St.-Wolfgang-Kapelle

- Klosterkirche Pupping: Die 1879 eingeweihte heutige Filialkirche wurde an der Stelle der früheren Kapelle zum hl. Othmar erbaut. Am 31. Oktober 994 verstarb der hl. Wolfgang vor dem Altar der Kapelle.
- Shalomkloster Pupping: Wurde anstelle des alten Klosters (1477–1801) nach 1879 errichtet und dient heute als Begegnungsort.
- St.-Wolfgang-Kapelle: Die Kapelle in der Ortschaft Brandstatt wurde an jener Stelle errichtet, an der der Bischof Wolfgang von Regensburg mit dem Schiff von Passau kommend, an Land gegangen sein soll, bevor er in die St.-Othmar-Kapelle nach Pupping gebracht wurde.

## Wirtschaft und Infrastruktur
Der Großteil des Gemeindegebiets wird durch die Landwirtschaft und hier zumeist vom Gemüseanbau dominiert. So gibt es hier einen großen Biobetrieb, der im Ortsteil Schaden beheimatet ist und von Eferding aus seine Produkte vermarktet.
Auch der Leitbetrieb der Region, der Gemüseverarbeitungsbetrieb Efko (Eferdinger Konserven), der seinen Hauptstandort in der Nachbargemeinde Hinzenbach hat, wird stark beliefert. Eine große Tischlerei, ein Betrieb zur Innenausstattung von Wohnungen sowie ein großer Schotterbetrieb sind in der Gemeinde beheimatet.

### Verkehr
- Straße: Pupping liegt an der B 130 Nibelungen Straße (Eferding - Passau)

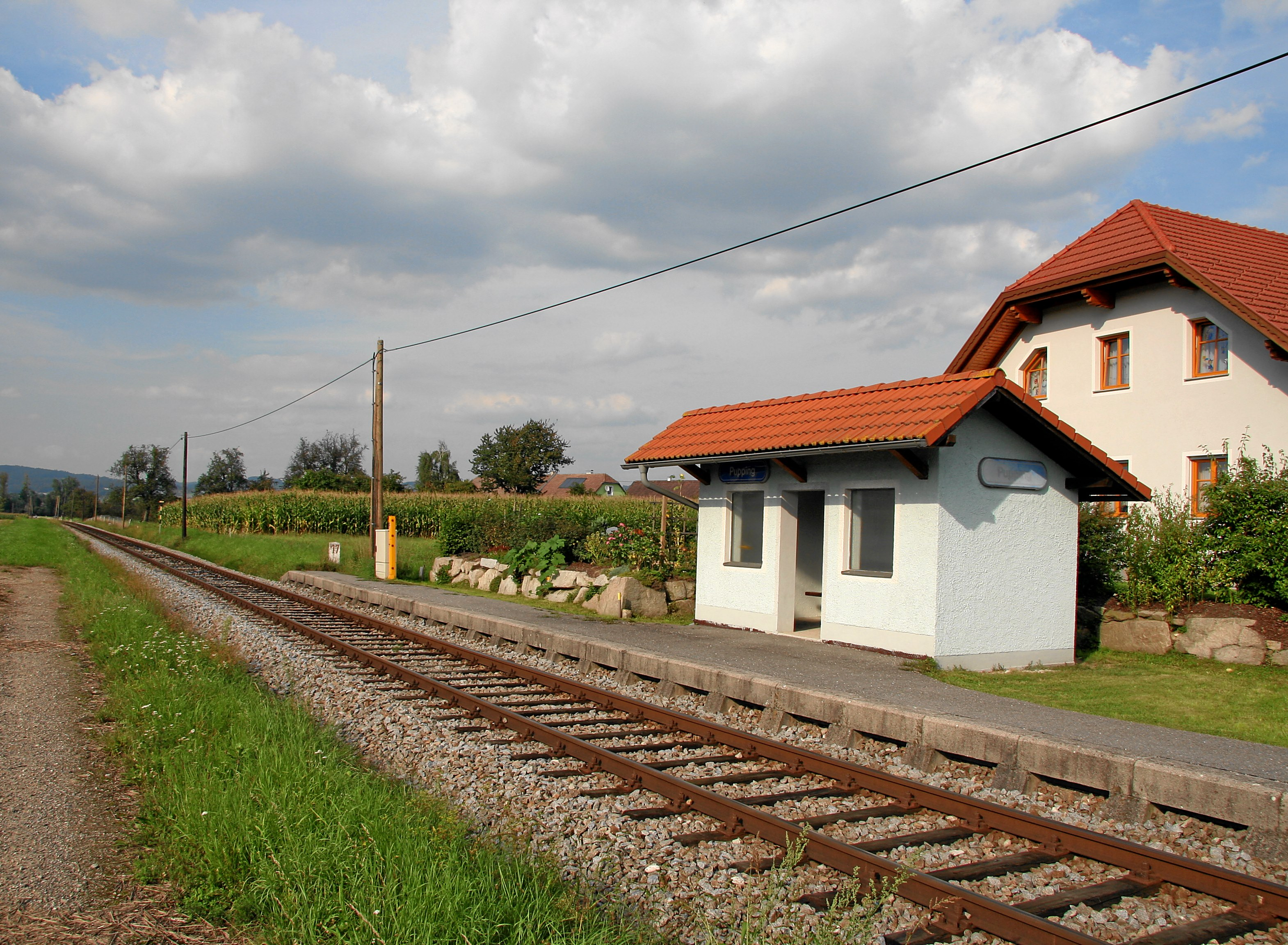
Bahnhaltestelle Pupping

- Bahn: Das Ortszentrum ist durch die Bahnhaltestelle Pupping der Aschacher Bahn erschlossen. Eine weitere Bahnhaltestelle liegt in der Ortschaft Leumühle. Der Eisenbahn-Güterverkehr auf der Aschacher Bahn ist bedeutend, der Personenverkehr beschränkt sich derzeit auf ein Zugpaar an Werktagen und auf ein Zugpaar an Wochenenden (Stand 2008) und Sonderverkehre zur Puppinger Gemüsemesse.
- Öffentlicher Verkehr: Pupping liegt an den Buslinien:
  - Linz – Eferding – Passau/Haibach/St. Agatha/St. Ägidi (Liniennr. 2002/06)
  - Aschach – Eferding – Bad Schallerbach – Wels (660)
  - Bad Mühllacken – Eferding – Kirchberg – Pasching – Leonding Meixnerkreuzung (8177)
- Flugplatz Eferding (ICAO-Code LOLE): Der Flugplatz Eferding, primär ein Segelflugplatz mit Graspiste, liegt auf dem Gemeindegebiet Gstaltenhof der Gemeinde Pupping.
- Schifffahrt: Donau Schiffsanlegestelle: Im Ortsteil Brandstatt liegt eine (DDSG) - Schiffsanlegestelle der Donau.
- Radverkehr: Donauradweg R1: Der Donauradweg R1 führt über Pupping (Ortsteil Brandstatt).

## Politik

### Gemeinderat
Der Gemeinderat hat 19 Mitglieder.
- Mit den Gemeinderats- und Bürgermeisterwahlen in Oberösterreich 2003 hatte der Gemeinderat folgende Verteilung:
- Mit den Gemeinderats- und Bürgermeisterwahlen in Oberösterreich 2009 hatte der Gemeinderat folgende Verteilung: 14 ÖVP, 6 SPÖ und 5 FPÖ.(25 Mandate)
- Mit den Gemeinderats- und Bürgermeisterwahlen in Oberösterreich 2015 hatte der Gemeinderat folgende Verteilung: 12 ÖVP, 7 FPÖ und 6 SPÖ. (25 Mandate)
- Mit den Gemeinderats- und Bürgermeisterwahlen in Oberösterreich 2021 hat der Gemeinderat folgende Verteilung: 11 ÖVP, 5 SPÖ und 3 FPÖ (19 Mandate).[6][7]

### Bürgermeister
Bürgermeister seit 1855 waren:
- 1855–1859 Mathias Kreinecker
- 1859–1862 Johann Niedermaier
- 1862–1865 Martin Aumaier
- 1865–1867 Josef Huemer
- 1867–1870 Michael Mitter
- 1870–1873 Georg Lugmayr
- 1873–1877 Josef Meindl
- 1877–1885 Josef Sallaberger
- 1885–1888 Martin Jungmair
- 1888–1891 Franz Holzinger
- 1891–1894 Georg Jungreighmaier
- 1894–1897 Martin Aumaier
- 1897–1900 Johann Artmair
- 1900–1906 Franz Holzinger
- 1906–1909 Johann Aetmair
- 1909–1912 Josef kastner
- 1912–1926 Franz Haslmayr
- 1926–1934 Franz Umenberger
- 1934–1938 Franz Achleitner
- 1938–1942 Rudolf Lindinger
- 1942–1945 Hugo von Wanivenhaus
- 1945–1945 Robert Aschinger
- 1945–1948 Franz Achleitner
- 1948–1950 Josef Mittermayr
- 1950–1955 Georg Hofer
- 1955–1979 Johann Heiglauer
- 1979–1995 Rudolf Heftberger
- 1995–2002 Paul Huemer
- 2002–2008 Leonhard Wenzelhuemer
- 2008–2020 Hubert Schlucker (ÖVP)
- seit 2020 Mario Hermüller (ÖVP)

### Wappen
Offizielle Beschreibung Gemeindewappens:
„In Grün über einem silbernen Zwillings-Wellenbalken eine goldene, mit einem grünen, lateinischen Kreuz bestickte Mitra; zwischen deren goldenen, nach beiden Seiten herabhängenden Bändern ein goldenes, schräglinks gestelltes Beil.“
Die Gemeindefarben sind Grün-Weiß-Grün.
Die grüne Farbe symbolisiert die Fruchtbarkeit des Gebiets, die beiden Wellenbalken die Donau und die Aschach. Mitra und Beil sind die Heiligenattribute des 994 in Pupping gestorbenen heiligen Wolfgang.

Das Wappen wurde 18. Februar 1980 verliehen.

## Persönlichkeiten
- Wolfgang von Regensburg (um 924–994), Heiliger, Reichsbischof zu St. Emmeran, 994 hier verstorben